# Mateusz Żytko
Mateusz Żytko (ur. 27 listopada 1982 we Wrocławiu) – polski piłkarz, grający na pozycji obrońcy. Karierę rozpoczynał w Śląsku Wrocław, w którego barwach zadebiutował w I lidze. Później występował w Polonii Warszawa oraz Zagłębiu Lubin, z którym w sezonie 2006/2007 został mistrzem Polski. Od czerwca 2007 do czerwca 2010 był graczem Wisły Płock. Następnie reprezentował barwy Polonii Bytom. 12 lipca 2011 roku podpisał dwuletni kontrakt z Cracovią. Od 2021 roku rozpoczął karierę trenerską.

## Kariera klubowa

### Śląsk Wrocław
Mateusz Żytko rozpoczynał piłkarską karierę w Śląsku Wrocław. W sezonie 1999/2000 wywalczył z tym klubem awans do I ligi. Zadebiutował w niej 18 listopada 2000 w wygranym 3:0 meczu z Widzewem Łódź, wchodząc na boisko w 68. minucie za Jacka Imianowskiego. Cztery dni później zagrał w podstawowym składzie w meczu Pucharu Polski przeciwko Legii Warszawa, który jego zespół przegrał 2:6. Do końca sezonu 2000/2001 Żytko wystąpił jeszcze w dwóch innych meczach, a Śląsk uplasował się w ligowej tabeli na 11. pozycji. W kolejnych rozgrywkach młody piłkarz pojawiał się na murawie coraz częściej, zaliczając łącznie 15 występów, w których grał jednak głównie w drugich połowach. Wrocławski zespół nie zdołał utrzymać się w najwyższej klasie rozgrywkowej i zajmując siódmą lokatę w grupie spadkowej został zdegradowany. Po spadku klubu do II ligi, zawodnik wywalczył sobie miejsce w podstawowym składzie, choć początkowo był rezerwowym. W październiku 2002 wraz z Radosławem Janukiewiczem wyjechał na testy do VfL Wolfsburg, jednak nie został graczem niemieckiego klubu. W czerwcu 2003 zainteresowanie nim wyraził Górnik Zabrze i Żytko pojawił się na pierwszym treningu tego klubu przed sezonem 2003/2004.

### Zagłębie Lubin i Polonia Warszawa
Ostatecznie Żytko nie został piłkarzem Górnika, lecz podpisał kontrakt z Zagłębiem Lubin. W nowym klubie zadebiutował 2 sierpnia 2003 w meczu pucharu Polski z Jagiellonią Białystok. Następnie regularnie pojawiał się na boisku, a jego drużyna wywalczyła awans do I ligi. W rundzie jesiennej sezonu 2004/2005 Żytce zdarzały się błędy, ale mimo to nabrał pewności siebie oraz często włączał się w akcje ofensywnego swojego zespołu. Również wiosną był podstawowym zawodnikiem, jednakże w kolejnym sezonie utracił miejsce w pierwszej jedenastce i został przez trenera Franciszka Smudę przesunięty do rezerw. W grudniu 2005 zainteresowanie nim wyraził trener ŁKS-Łódź, Wiesław Wojno, zaś Zagłębie chciało go wypożyczyć na rok do GKS-u Bełchatów. Ostatecznie Żytko na zasadzie bezgotówkowego wypożyczenia trafił do stołecznej Polonii. Zadebiutował w niej w zremisowanym 1:1 spotkaniu z Koroną Kielce, w którym zaprezentował się dobrze – zatrzymywał akcje przeprowadzane przez m.in. Grzegorza Bonina, Krzysztofa Gajtkowskiego czy późniejszego króla strzelców Grzegorza Piechnę. Do końca sezonu zagrał jeszcze w 10 innych meczach, zaś latem powrócił do Zagłębia. W sezonie 2006/2007 wystąpił w jednym ligowym pojedynku, a jego klub po emocjonującej walce z GKS-em Bełchatów został mistrzem Polski.

### Wisła Płock
Pod koniec czerwca 2007 Żytko podpisał trzyletni kontrakt z Wisłą Płock. Zadebiutował w niej 28 lipca w przegranym 0:4 meczu z Polonią Warszawa. W spotkaniu trzeciej kolejki przeciwko Motorowi Lublin strzelił w 74. minucie zwycięskiego gola, a kilka chwil później opuścił boisko po tym jak został ukarany przez arbitra drugą żółtą kartką. W sezonie 2007/2008 zdobył jeszcze jedną bramkę – w meczu ze Śląskiem Wrocław wyprowadził swój zespół na prowadzenie, jednakże rywale strzelili później jeszcze dwa gole i trafienie Żytki okazało się honorowym. W kolejnych rozgrywkach piłkarz był bardziej skuteczny i zdobył cztery bramki, w tym dwie z rzutów karnych w pojedynku z GKS-em Jastrzębie. W czerwcu 2009 był bliski przejścia do Lechii Gdańsk, w której przebywał na testach. Wystąpił w kontrolnym spotkaniu z Pelikanem Łowicz, ale do transferu ostatecznie nie doszło, gdyż działacze gdańskiego klubu nie mogli osiągnąć porozumienia z Wisłą Płock w kwestii kwoty odstępnego. W sezonie 2009/2010 Żytko rozegrał 27 meczów, a Wisła spadła do II ligi. Pod koniec czerwca 2010 przyjechał na testy do Korony Kielce. Zagrał w przegranym 0:2 sparingu z Ruchem Radzionków. Nie przekonał do swoich umiejętności sztabu szkoleniowego i nie został graczem Korony.

### Polonia Bytom
9 lipca 2010 Żytko zagrał w sparingowym spotkaniu w barwach Polonii Bytom przeciwko Rozwojowi Katowice. Kilka godzin po meczu kontrolnym podpisał dwuletnią umowę z bytomskim klubem.

### Pogoń Siedlce
28 lipca 2015 podpisał roczny kontrakt z Pogonią Siedlce.

## Kariera trenerska
W 2021 roku został trenerem 3-ligowego wówczas klubu Piast Żmigród. Początkowo był trenerem przez miesiąc na jeden mecz, potem przez kilka miesięcy pełnił rolę analityka meczowego, a następnie ponownie objął funkcję trenera, tym razem na 14 występów od marca do czerwca 2022 roku. Od 1 lipca został asystentem trenera.

## Statystyki

### Klubowe
Aktualne na 18 sierpnia 2019:
| Klub               | Sezon              | Liga               | Liga  | Liga   | Puchar kraju | Puchar kraju | Inne  | Inne   | Suma  | Suma   |
| Klub               | Sezon              | Liga               | Mecze | Bramki | Mecze        | Bramki       | Mecze | Bramki | Mecze | Bramki |
| ------------------ | ------------------ | ------------------ | ----- | ------ | ------------ | ------------ | ----- | ------ | ----- | ------ |
| Śląsk Wrocław      | 2000/2001          | Ekstraklasa        | 3     | 0      | 1            | 0            | –     | –      | 4     | 0      |
| Śląsk Wrocław      | 2001/2002          | Ekstraklasa        | 15    | 0      | 1            | 0            | 2     | 1      | 18    | 1      |
| Śląsk Wrocław      | 2002/2003          | II liga            | 29    | 0      | 1            | 0            | –     | –      | 30    | 0      |
| Śląsk Wrocław      | Ogólnie            | Ogólnie            | 47    | 0      | 3            | 0            | 2     | 1      | 52    | 1      |
| Zagłębie Lubin     | 2003/2004          | II liga            | 20    | 0      | 1            | 0            | –     | –      | 21    | 0      |
| Zagłębie Lubin     | 2004/2005          | Ekstraklasa        | 24    | 0      | 11           | 0            | –     | –      | 35    | 0      |
| Zagłębie Lubin     | 2005/2006 j        | Ekstraklasa        | 2     | 0      | 0            | 0            | –     | –      | 2     | 0      |
| Zagłębie Lubin     | 2006/2007          | Ekstraklasa        | 1     | 0      | 1            | 0            | 8     | 0      | 10    | 0      |
| Zagłębie Lubin     | Ogólnie            | Ogólnie            | 47    | 0      | 13           | 0            | 8     | 0      | 68    | 0      |
| Polonia Warszawa   | 2005/2006 w        | Ekstraklasa        | 11    | 0      | 0            | 0            | –     | –      | 11    | 0      |
| Polonia Warszawa   | Ogólnie            | Ogólnie            | 11    | 0      | 0            | 0            | 0     | 0      | 11    | 0      |
| Wisła Płock        | 2007/2008          | II liga            | 28    | 2      | 2            | 0            | –     | –      | 30    | 2      |
| Wisła Płock        | 2008/2009          | I liga             | 29    | 4      | 1            | 0            | –     | –      | 30    | 4      |
| Wisła Płock        | 2009/2010          | I liga             | 27    | 2      | 1            | 0            | –     | –      | 28    | 2      |
| Wisła Płock        | Ogólnie            | Ogólnie            | 84    | 8      | 4            | 0            | 0     | 0      | 88    | 8      |
| Polonia Bytom      | 2010/2011          | Ekstraklasa        | 28    | 2      | 0            | 0            | –     | –      | 28    | 2      |
| Polonia Bytom      | Ogólnie            | Ogólnie            | 28    | 2      | 0            | 0            | 0     | 0      | 28    | 2      |
| Cracovia           | 2011/2012          | Ekstraklasa        | 21    | 1      | 2            | 0            | –     | –      | 23    | 1      |
| Cracovia           | 2012/2013          | I liga             | 31    | 2      | 2            | 0            | –     | –      | 33    | 2      |
| Cracovia           | 2013/2014          | Ekstraklasa        | 33    | 0      | 1            | 0            | –     | –      | 34    | 0      |
| Cracovia           | 2014/2015          | Ekstraklasa        | 21    | 1      | 3            | 0            | –     | –      | 24    | 1      |
| Cracovia           | Ogólnie            | Ogólnie            | 106   | 4      | 8            | 0            | 0     | 0      | 114   | 4      |
| Pogoń Siedlce      | 2015/2016          | I liga             | 28    | 2      | 0            | 0            | –     | –      | 28    | 2      |
| Pogoń Siedlce      | 2016/2017          | I liga             | 33    | 4      | 2            | 0            | –     | –      | 35    | 4      |
| Pogoń Siedlce      | 2017/2018          | I liga             | 29    | 4      | 0            | 0            | 2     | 0      | 31    | 4      |
| Pogoń Siedlce      | Ogólnie            | Ogólnie            | 90    | 10     | 2            | 0            | 2     | 0      | 94    | 10     |
| KKS Kalisz         | 2018/2019          | III liga           | 29    | 3      | 7            | 1            | –     | –      | 36    | 4      |
| KKS Kalisz         | 2019/2020          | III liga           | 4     | 1      | 0            | 0            | –     | –      | 4     | 1      |
| KKS Kalisz         | Ogólnie            | Ogólnie            | 33    | 4      | 7            | 1            | 0     | 0      | 40    | 5      |
| Ogólnie w karierze | Ogólnie w karierze | Ogólnie w karierze | 446   | 28     | 37           | 1            | 12    | 1      | 495   | 30     |

## Kariera reprezentacyjna
Mateusz Żytko został powołany przez Michała Globisza do reprezentacji U-18 na Mistrzostwa Europy 2001 w Finlandii, w których Polacy pokonali w finale Czechów 3:1 i wygrali turniej. Na swoim koncie ma także występy w młodzieżowej kadrze prowadzonej przez Edwarda Klejndinsta. W 2004 wystąpił w meczu kadry B z drugą reprezentacją Turcji. Został w nim ukarany żółtą kartką, a pojedynek zakończył się zwycięstwem Turków 2:0.

## Sukcesy

### Klubowe
Zagłębie Lubin
- Mistrzostwo Polski (1x): 2006/2007

### Reprezentacyjne
- Mistrzostwo Europy U-18: 2001